# Detroit–Windsor Tunnel

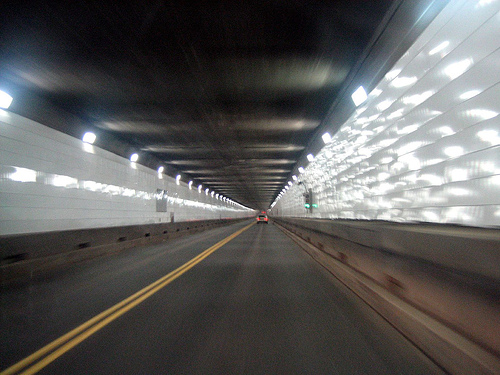
Detroit–Windsor Tunnel

Detroit-Windsor Tunnel é um túnel rodoviário subterrâneo, localizado sob o Rio Detroit e que liga a cidade de Detroit (no estado americano de Michigan) com a cidade de Windsor (na provìncia canadende de Ontário).
Com uma extensão total de 1.573 metros de comprimento, a construção efetiva iniciou-se no verão de 1928 em ambos os lados no rio e o túnel foi inaugurado em 1° de novembro de 1930 em uma cerimônia que contou com a presença dos prefeitos de Detroit, Frank Murphy, e o prefeito de Windsor, Cecil Jackson. Dois dias depois, em 3 de novembro, o tráfego para veículos foi liberado.